# Таскамбия (Алабама)
Таска́мбия (англ. Tuscumbia) — город в штате Алабама, основанный в 1820 году, административный центр округа Колберт. Площадь города — 19 км², население по состоянию на 2010 год — 8423 человека. Таскамбия наиболее известна благодаря Залу славы музыки Алабамы и как место рождения слепоглухой активистки Хелен Келлер.

## Физико-географическая характеристика
Таскамбия находится на северо-западе Алабамы. Климат субтропический океанический. В двух милях от города протекает река Теннесси.

## История
Таскамбия — один из старейших городов Алабамы. Первых белых переселенцев привлекли плодородные почвы местности, и с 1815 по 1817 годы население заметно увеличилось. Официально Таскамбия получила статус города 20 декабря 1820 года.
В 1820 году на территории Таскамбии была проложена железная дорога между штатами Теннесси и Луизианой. Тогда же в городе появилось большое количество новых предприятий, что позволило Таскамбии стать центром северной Алабамы, а к 1850 году — железнодорожного движения в странах Юга. Значительный урон культуре и экономике города был нанесён Гражданской войной.
В 1880 году в Таскамбии родилась Хелен Келлер, слепоглухая писательница и политическая активистка. В честь неё в городе установлено несколько мемориальных сооружений. Таскамбия стала местом рождения и других знаменитостей: баскетболиста Гейни Мануша (1901—1970) и политика Митча Макконнела (род. 1942).

## Население
Согласно переписи населения США 2010 года в городе проживают 8423 человека. Плотность населения — 415,7 чел./км². 75,91 % жителей Таскамбии — белые, 21,16 % — афроамериканцы, 1,37 % — латиноамериканцы, 0,39 % — индейцы, 0,33 % — азиаты, 0,48 % — прочие. Две или более расы указали 1,70 % населения. 21,64 % жителей находятся в возрасте до 18 лет, 6,20 % от 18 до 24 лет, 30,15 % от 25 до 44, 19,50 % от 45 до 64 и 21,9 % старше 65 лет.
На каждых 100 женщин приходятся 83,6 мужчин. У 25,4 % семей есть дети в возрасте до 18 лет, проживающие с ними. Доход на душу населения в городе составляет 18 302 доллара.

## Достопримечательности
В Таскамбии находятся Зал славы музыки Алабамы и дом, в котором родилась Хелен Келлер, известный как «Зелёный плющ». Он занесён в Национальный реестр исторических мест США. В «Зелёном плюще» каждый год проводится Фестиваль памяти Хелен Келлер и ставится спектакль «Сотворившая чудо».
Помимо этого, в Таскамбии находятся несколько исторических памятников, связанных с Гражданской войной.

## Образование
В Таскамбии есть несколько образовательных учреждений для учеников разного возраста, одна коррекционная школа и колледж. Также в городе функционирует частная христианская школа-пансион для детей, достигших 12-летнего возраста. По окончании основного образования жители Таскамбии могут продолжить обучение в Университете Северной Алабамы.